# Kimiko Ueno
Kimiko Ueno (うえの きみこ Ueno Kimiko?, Prefectura de Kanagawa, 8 de enero de 1975) es una guionista japonesa.

## Biografía
Kimiko Ueno nació el 8 de enero de 1975 en la Prefectura de Kanagawa. Después de graduarse de la Escuela de Cine de Japón, debutó como guionista en 2008 con el drama televisivo RH Plus. Posteriormente, centró su carrera principalmente en la animación, participando en diversas obras como Crayon Shin-chan y Kuromajo-san ga Tōru!!.
Además, es conocida por su notable velocidad de escritura, lo que le permite encargarse del guion de varios animes en una sola temporada. En Crayon Shin-chan Movie 21: Bakauma! B-Kyū Gourmet Survival Battle!!, donde coescribió el guion junto a Yoshio Urasawa, se encargó principalmente de la supervisión de personajes y las revisiones del guion. En la película Crayon Shin-chan Movie 23: Ora no Hikkoshi Monogatari - Saboten Daisūgeki, estrenada en 2015, tuvo su primera experiencia escribiendo en solitario el guion de una película.
El director de anime Shin'ichirō Watanabe la ha elogiado como la mejor "guionista de bonkura" del mundo cuando se trata de escribir sobre protagonistas torpes o inútiles.

## Trabajos

### Anime

#### Series de televisión
| Año  | Anime                                   | Estudio                    | Funciones                                                                                   | Refs.         |
| ---- | --------------------------------------- | -------------------------- | ------------------------------------------------------------------------------------------- | ------------- |
| 1992 | Crayon Shin-chan                        | Shin-Ei Animation          | Guionista (entre el año 2010-2022)                                                          | [ 7 ]         |
| 2009 | Gokyōdai Monogatari                     | Shin-Ei Animation          | Guionista (#1b, 6b, 7b, 10a, 11b, 15a, 16a, 18a, 20a, 21a, 25a, 27a, 28a, 30b, 31b)         | [ 8 ]         |
| 2012 | Kuromajo-san ga Tōru!!                  | Shin-Ei Animation          | Composición de la serie Guionista (#1-32, 36-38, 40-56, 58-60)                              | [ 9 ]         |
| 2014 | Space☆Dandy                             | Bones                      | Guionista (#3-4, 7, 10, 12)                                                                 | [ 10 ]        |
| 2014 | Kaitō Joker                             | Shin-Ei Animation          | Guionista (#2, 4, 7, 10, 12)                                                                | [ 11 ]        |
| 2014 | Fūsen Inu Tinny                         | Steve N' Steven            | Composición de la serie Guionista (#1-26)                                                   | [ 12 ]        |
| 2014 | KutsuDaru.                              | Egg                        | Guionista (#3, 7, 11, 16, 21, 28, 35, 38, 44, 46)                                           | [ 13 ]        |
| 2015 | Fūsen Inu Tinny 2nd Season              | Steve N' Steven            | Composición de la serie Guionista (#1-26)                                                   | [ 14 ]        |
| 2016 | Puzzle & Dragons Cross                  | Pierrot                    | Guionista (#9-10, 15, 18, 20, 27, 29)                                                       | [ 15 ]        |
| 2017 | Little Witch Academia                   | Trigger                    | Guionista (#3, 7-8, 14, 16, 22)                                                             | [ 16 ]        |
| 2017 | Ōshitsu Kyōshi Haine                    | Bridge                     | Composición de la serie Guionista (#1-2, 5-6, 11-12)                                        | [ 17 ]        |
| 2017 | Pingu in the City                       | DandeLion Animation Studio | Guionista (#11-26)                                                                          | [ 18 ] [ 19 ] |
| 2018 | Pingu in the City 2nd Season            | Polygon Pictures           | Guionista (#2-26)                                                                           | [ 18 ] [ 19 ] |
| 2019 | Carole & Tuesday                        | Bones                      | Guionista (#4, 7, 11, 12.5, 17, 21)                                                         | [ 20 ]        |
| 2019 | Super Shiro                             | Science Saru               | Composición de la serie Guionista (#1-48)                                                   | [ 21 ]        |
| 2020 | Uchi Tama?! Uchi no Tama Shirimasen ka? | MAPPA Lapin Track          | Composición de la serie Guionista (#1-2, 4-5, 10-11)                                        | [ 22 ]        |
| 2020 | Yu☆Gi☆Oh! Sevens                        | Bridge                     | Guionista (#6, 11, 28, 34, 41, 50, 56, 60)                                                  | [ 23 ]        |
| 2020 | BNA: Brand New Animal                   | Trigger                    | Guionista (#5, 9)                                                                           | [ 24 ]        |
| 2022 | Yu☆Gi☆Oh! Go Rush!!                     | Bridge                     | Guionista (#32, 41, 47, 56, 61, 72, 78, 84, 93, 99, 107, 113)                               | [ 25 ]        |
| 2022 | Yūrei Deco                              | Science Saru               | Guionista (#5-11)                                                                           | [ 26 ]        |
| 2022 | Chimimo                                 | Shin-Ei Animation          | Composición de la serie Guionista (#1a-1b, 2a-2b, 3a-3b, 5a-5b, 6a-6b, 9a-9b, 11b, 12a-12b) | [ 27 ]        |
| 2022 | Eternal Boys                            | Liden Films                | Composición de la serie Guionista (#1-4, 9, 13, 20, 24)                                     | [ 28 ]        |
| 2024 | Dungeon Meshi                           | Trigger                    | Composición de la serie Guionista (#1, 4, 9, 12, 15, 18, 21, 24)                            | [ 29 ] [ 30 ] |
| 2024 | Metallic Rouge                          | Bones                      | Guionista (#2, 6, 10)                                                                       | [ 31 ]        |
| 2024 | Astro Note                              | Telecom Animation Film     | Composición de la serie Guionista (#1-12)                                                   | [ 32 ]        |
| 2024 | Ranma ½                                 | MAPPA                      | Composición de la serie Guionista (#1-5, 11-12)                                             | [ 33 ] [ 34 ] |
| 2025 | Zenshū.                                 | MAPPA                      | Composición de la serie Guionista (#1-12)                                                   | [ 35 ] [ 36 ] |
| 2025 | Sanda                                   | Science Saru               | Composición de la serie                                                                     | [ 37 ]        |
| 2025 | Ranma ½ 2nd Season                      | MAPPA                      | Composición de la serie                                                                     | [ 38 ]        |

#### Películas
| Año  | Anime                                                                     | Estudio                     | Funciones | Refs.  |
| ---- | ------------------------------------------------------------------------- | --------------------------- | --------- | ------ |
| 2013 | Crayon Shin-chan Movie 21: Bakauma! B-Kyū Gourmet Survival Battle!!       | Shin-Ei Animation           | Guionista | [ 39 ] |
| 2015 | Crayon Shin-chan Movie 23: Ora no Hikkoshi Monogatari - Saboten Daisūgeki | Shin-Ei Animation           | Guionista | [ 40 ] |
| 2017 | Fūsen Inu Tinny: Nandaka Fushigi na - Kyōryū no Kuni                      | Steve N' Steven             | Guionista | [ 41 ] |
| 2018 | Gō-chan: Moco to Koori no Ue no Yakusoku                                  | SynergySP Shin-Ei Animation | Guionista | [ 42 ] |
| 2018 | Crayon Shin-chan Movie 26: Bakumori! Kung Fu Boys - Ramen Tairan          | Shin-Ei Animation           | Guionista | [ 43 ] |
| 2019 | Ōshitsu Kyōshi Haine Movie                                                | Tear Studio                 | Guionista | [ 44 ] |
| 2019 | Crayon Shin-chan Movie 27: Shinkon Ryokō Hurricane - Ushinawareta Hiroshi | Shin-Ei Animation           | Guionista | [ 45 ] |
| 2019 | Annyeong, Tyrano: Yeong-wonhi, Hamkke                                     | Tezuka Productions          | Guionista | [ 46 ] |
| 2021 | Crayon Shin-chan Movie 29: Mystery Meki! Hana no Tenkasu Gakuen           | Shin-Ei Animation           | Guionista | [ 47 ] |
| 2022 | Crayon Shin-chan Movie 30: Mononoke Ninja Chinpūden                       | Shin-Ei Animation           | Guionista | [ 48 ] |
| 2023 | Eternal Boys Next Stage                                                   | Liden Films                 | Guionista | [ 49 ] |
| 2025 | Crayon Shin-chan Movie 33: Chō Karei! Shakunetsu no Kasukabe Dancers      | Shin-Ei Animation           | Guionista | [ 50 ] |

#### ONAs
| Año  | Anime                                         | Estudio                    | Funciones                                               | Refs.  |
| ---- | --------------------------------------------- | -------------------------- | ------------------------------------------------------- | ------ |
| 2016 | Crayon Shin-chan Gaiden: Alien vs. Shinnosuke | Shin-Ei Animation          | Composición de la serie                                 | [ 51 ] |
| 2016 | Crayon Shin-chan Gaiden: Omocha Wars          | Shin-Ei Animation          | Composición de la serie Guionista                       | [ 52 ] |
| 2019 | Kyōryū Shōjo Gauko                            | Ascension                  | Composición de la serie Guionista (#3, 9-11, 15-16, 18) | [ 53 ] |
| 2021 | Eden                                          | Qubic Pictures CGCG Studio | Composición de la serie Guionista (#1-4)                | [ 54 ] |
| 2023 | Meitantei Pikachu: Kareinaru Morning Routine  | Polygon Pictures           | Ayudante de guionista                                   | [ 55 ] |

### Acción real

#### Películas
- Tengoku Kara no Yell (2011)[56]

#### Series de televisión
- RH Plus (2008)[2]